# 韋布冰原
72°42′S 166°18′E / 72.700°S 166.300°E
韋布冰原（英語：Webb Névé），是南極洲的冰原，位於維多利亞地的彭內爾海岸，處於航海家冰川，由新西蘭的探險隊命名，現時由南極條約體系管理。